# أنطونيو نوسا
أنطونيو نوسا (مواليد 17 أبريل 2005) هو لاعب كرة قدم نرويجي يلعب في مركز المهاجم في نادي كلوب بروج.

## روابط خارجية
- أنطونيو نوسا على موقع الاتحاد الأوربي (الإنجليزية)
- أنطونيو نوسا على موقع اتحاد النرويج (النرويجية)
- أنطونيو نوسا على موقع قاعدة بيانات كرة القدم.إي يو (الإنجليزية)
- أنطونيو نوسا على موقع Soccerbase.com (لاعب) (الإنجليزية)
- أنطونيو نوسا على موقع Soccerway.com (الإنجليزية)
- أنطونيو نوسا على موقع عالم كرة القدم.نت (الإنجليزية)